# Trevi (plaats)
Trevi is een gemeente in de Italiaanse provincie Perugia (regio Umbrië) en telt 8007 inwoners (31-12-2004). De oppervlakte bedraagt 71,2 km², de bevolkingsdichtheid is 112 inwoners per km².
De volgende frazioni maken deel uit van de gemeente: Borgo, Bovara, Cannaiola, Coste, Lapigge, Manciano, Matigge, Parrano, Picciche, San Lorenzo, Santa Maria in Valle.

## Demografie
Trevi telt ongeveer 2854 huishoudens. Het aantal inwoners steeg in de periode 1991-2001 met 4,7% volgens cijfers uit de tienjaarlijkse volkstellingen van ISTAT.
| Jaar | Inwoneraantal |
| ---- | ------------- |
| 1991 | 7427          |
| 2001 | 7773          |

## Geografie
De gemeente ligt op ongeveer 412 m boven zeeniveau.
Trevi grenst aan de volgende gemeenten: Campello sul Clitunno, Castel Ritaldi, Foligno, Montefalco, Sellano, Spoleto.

## Galerij

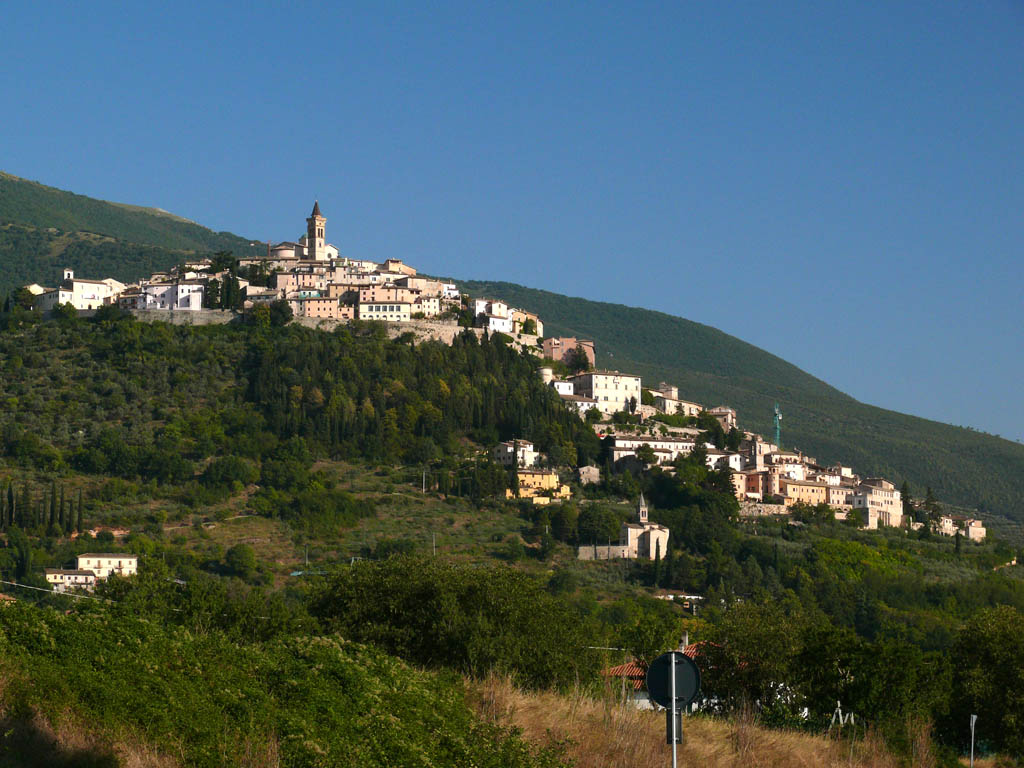
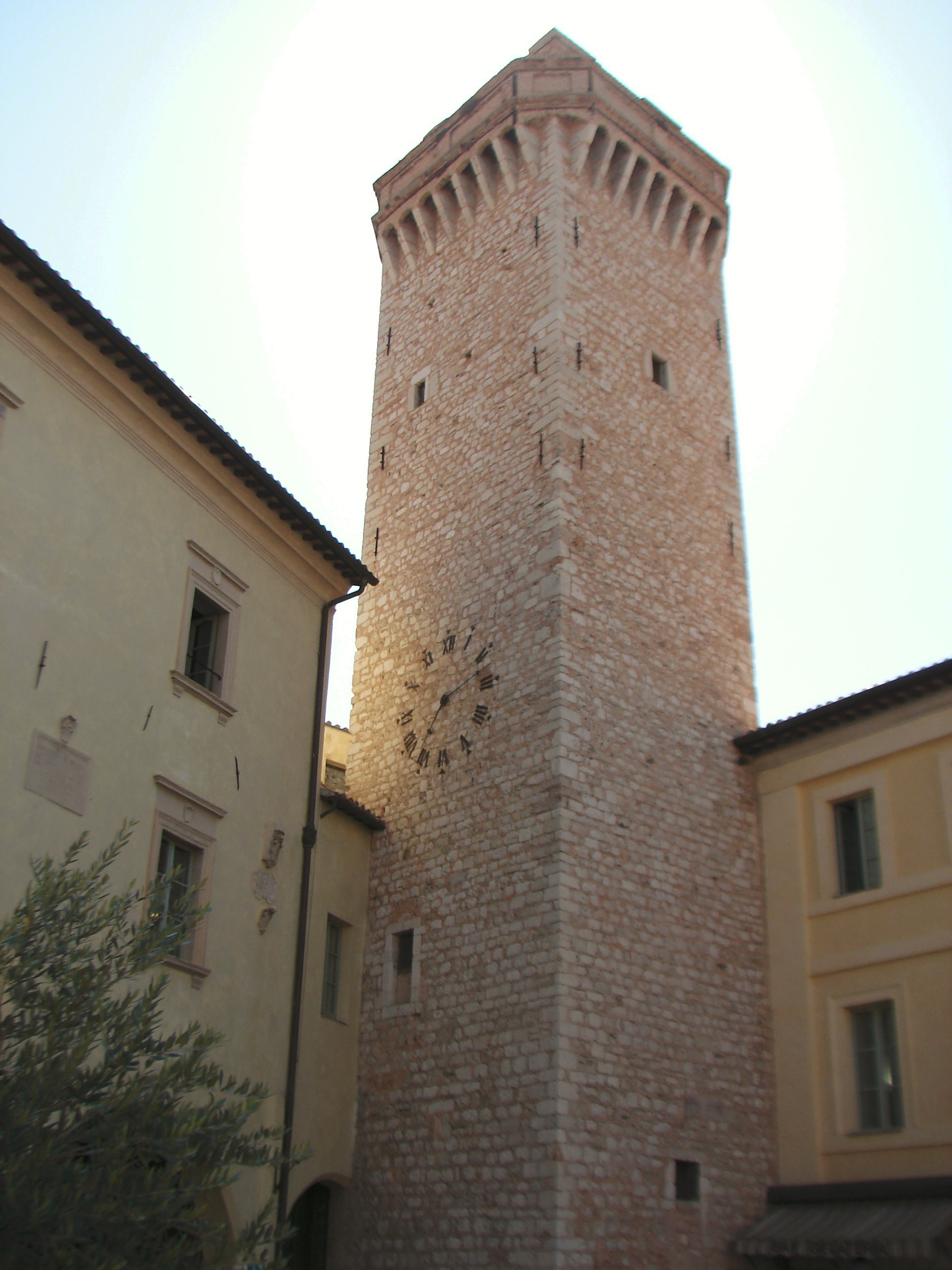
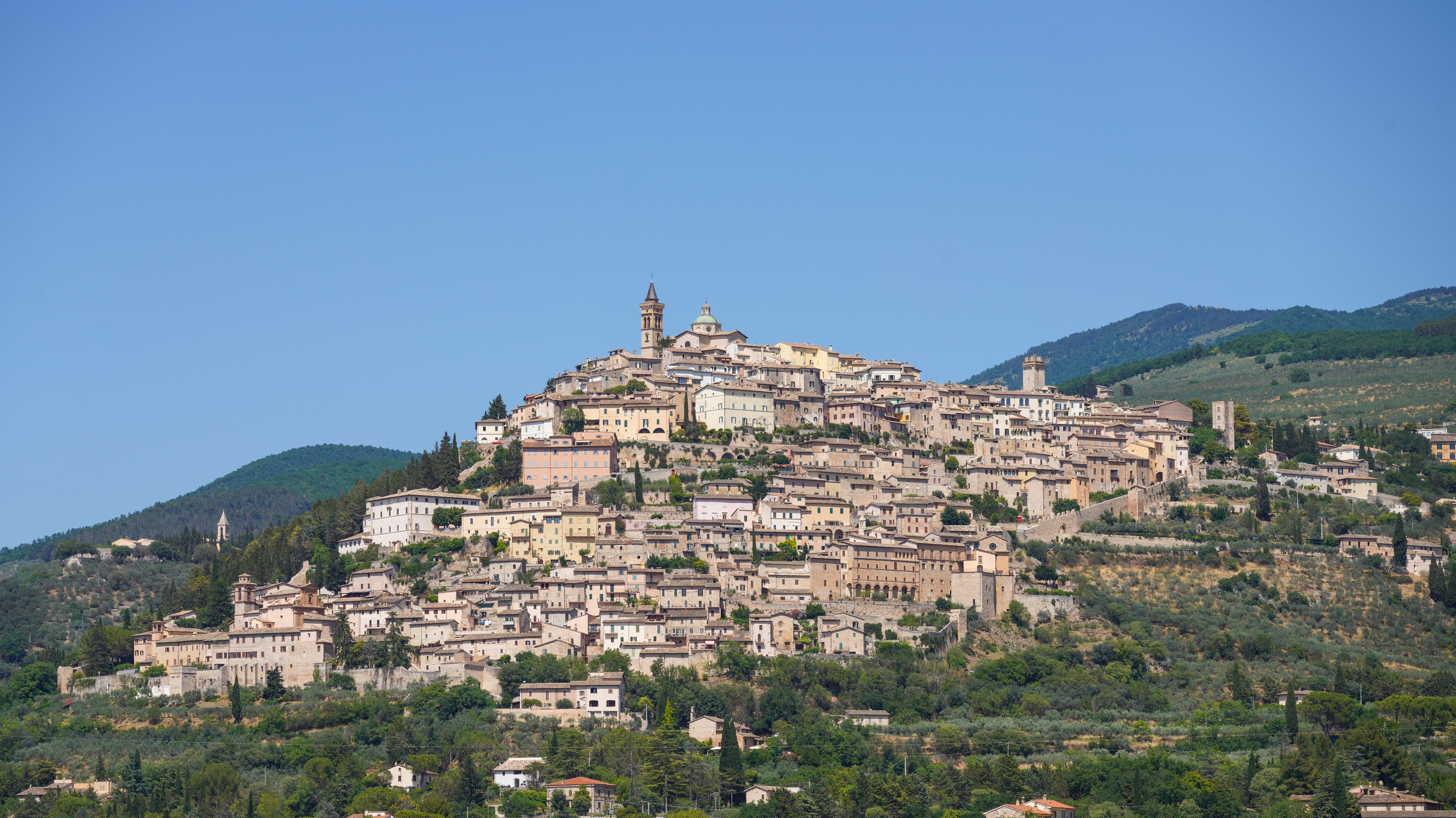
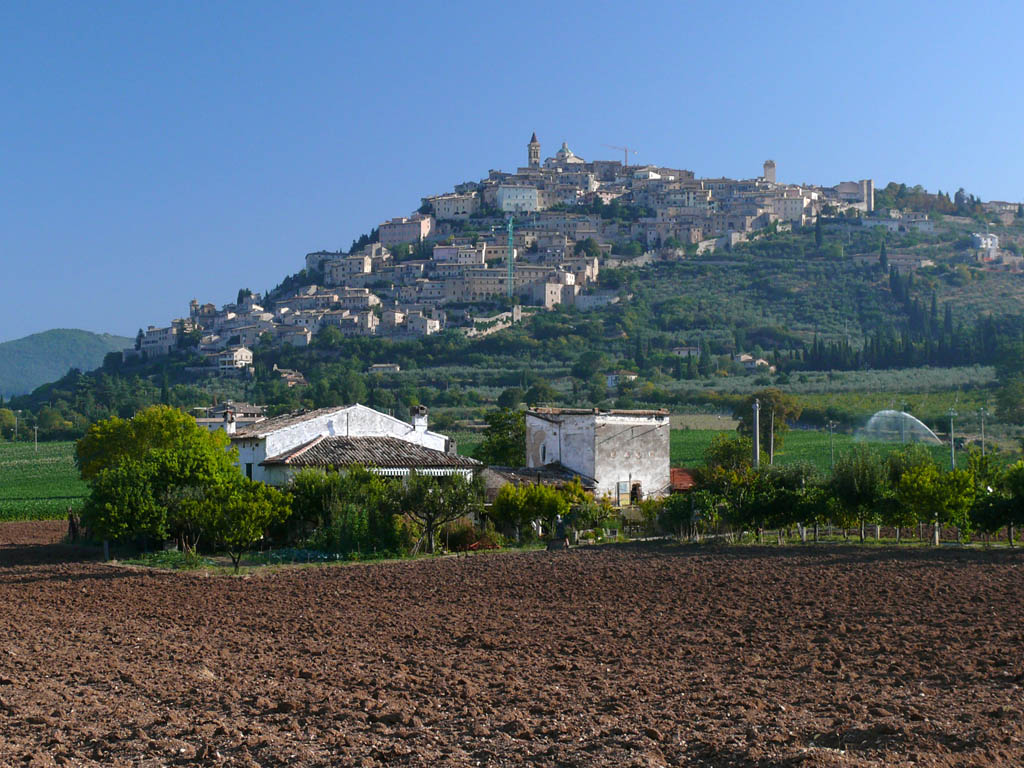